# Emily VanCamp
Emily VanCamp, född 12 maj 1986 i Port Perry i Ontario i Kanada, är en kanadensisk skådespelare.
VanCamp spelar sedan 2011 en huvudroll i ABC-serien Revenge där hon spelade rollen Emily Thorne (Amanda Clarke). Tidigare var hon med i serien Everwood och i miniserien Ben Hur (2010). Hon medverkar även i superhjältefilmen Captain America: The Winter Soldier (2014), och dess uppföljare Captain America: Civil War (2016).